# Harderwijk (stacja kolejowa)
Harderwijk (ned: Station Harderwijk) – stacja kolejowa w Harderwijk, w prowincji Geldria, w Holandii. Stacja znajduje się na linii Amersfoort - Zwolle i została otwarta 20 sierpnia 1863.
Początkowo istniał jedynie niewielki drewniany budynek stacyjny obsługujący pasażerów. W 1865 budynek dworca Standaardtype NCS 1e klasse został otwarty. Około 1913-1914 stacja została wyposażona w peron wyspowy z wiatą peronową. W 1983 roku budynek dworca został zastąpiony nowym prostszym nowoczesnym budynkiem. 
Od maja 2006 roku peron został przedłużony o 100 metrów. Przyczyniło się to do wzrostu ilości obsługiwanych pociągów.
W 2007 średnio z usług stacji korzystało 5500 pasażerów dziennie.

## Linie kolejowe
- Utrecht – Kampen